# Hostaceae
Hostaceae is een botanische naam, voor een familie van eenzaadlobbige planten. Een familie onder deze naam wordt zo af en toe erkend door systemen voor plantentaxonomie, zoals door het Dahlgrensysteem, Thornesysteem en Revealsysteem. Indien erkend gaat het om een kleine familie. Een oudere naam is Funkiaceae. De bekende vertegenwoordiger is de Hosta.
Tegenwoordig worden de betreffende planten ingedeeld in de familie Agavaceae.